# Campagna per la soppressione dei controrivoluzionari

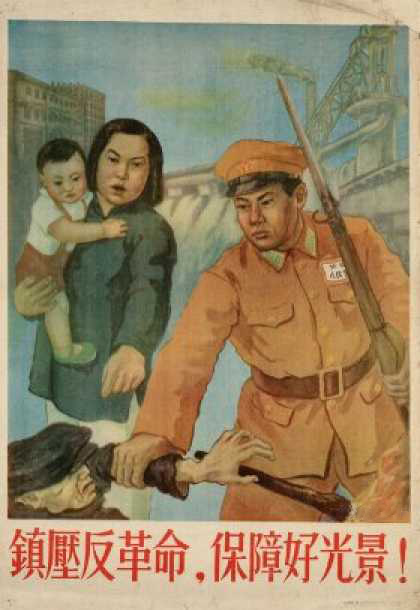
La propaganda dice "Sopprimi i controrivoluzionari, mantieni i bei tempi".

La campagna per la soppressione dei controrivoluzionari (鎮壓反革命運動T, 镇压反革命运动S, zhènyā fǎngémìng yùndòngP) è stata la prima campagna politica lanciata dalla Repubblica popolare cinese sotto il Partito Comunista Cinese (PCC), con l'intenzione di sradicare gli elementi dell'opposizione, in particolare gli affiliati del Kuomintang (KMT). La campagna iniziò nel marzo 1950 quando il Comitato Centrale del Partito Comunista Cinese emanò la "Direttiva sull'eliminazione degli elementi controrivoluzionari" (cinese: 关于镇压反革命活动的指示), e terminò nel 1953.
Un numero significativo di "controrivoluzionari" furono arrestati e giustiziati e ancor più condannati a "laogai". Mao Zedong ha suggerito di giustiziare lo 0,1% dell'intera popolazione. Secondo le statistiche ufficiali del PCC e del governo cinese nel 1954, almeno 2,6 milioni di persone furono arrestate durante la campagna, circa 1,3 milioni di persone furono imprigionate e 712.000 persone furono giustiziate. Tuttavia, studiosi e ricercatori hanno fornito un numero di morti stimato più elevato (ad esempio, 2 milioni). Molti dei casi durante la campagna sono stati successivamente identificati come "casi ingiusti, falsi, errati (cinese: 冤假错案)".